# Maix Mayer
Maix Mayer (* 1960 in Leipzig) ist ein deutscher Medien- und Konzeptkünstler sowie Fotograf.

## Leben

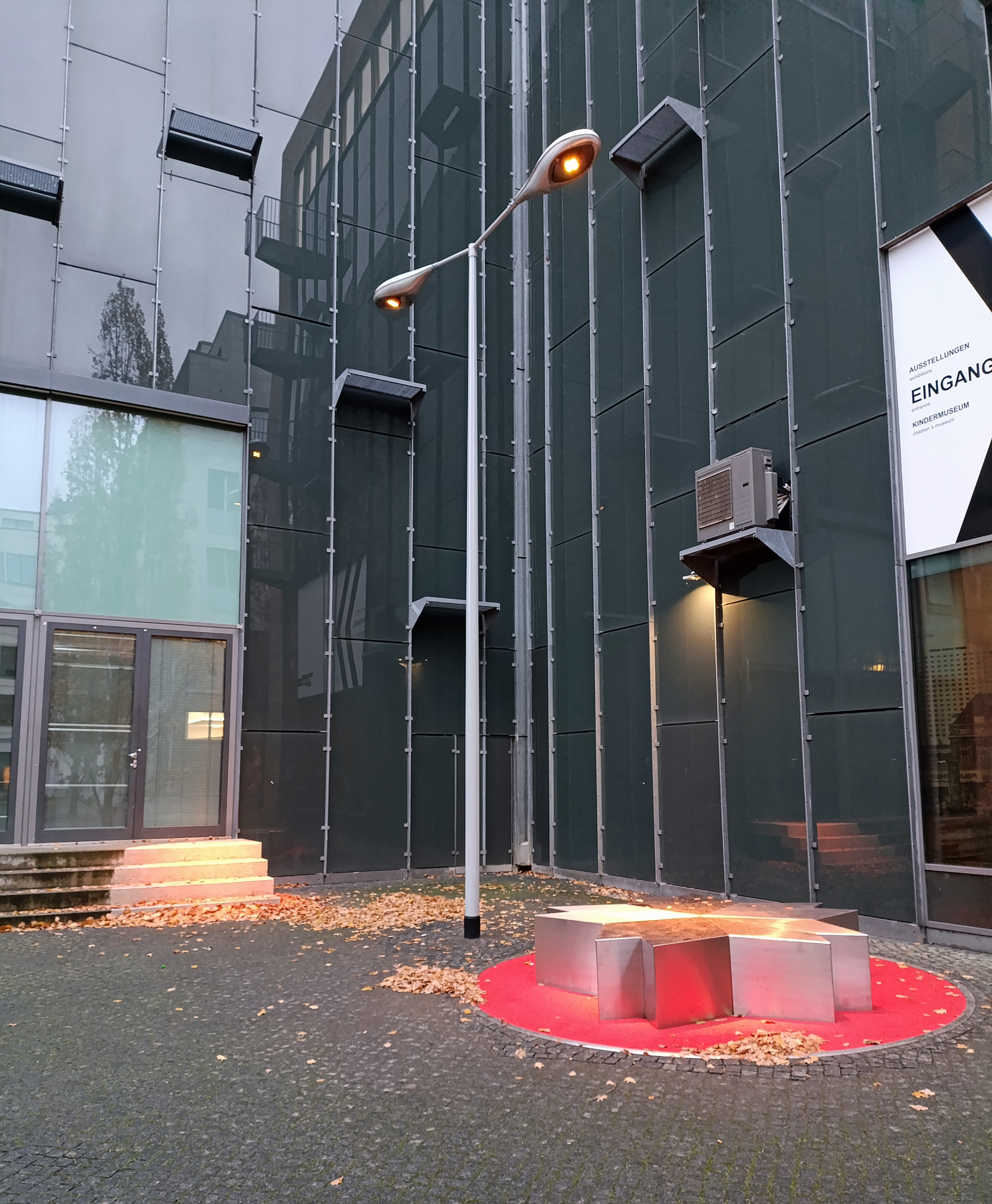
Maix Mayer: Tropfen auf Stein (2024)

Mayer studierte von 1982 bis 1987 Meeresbiologie an der Universität Rostock mit Diplomabschluss. 1992 begann er ein Fotografiestudium an der Hochschule für Grafik und Buchkunst Leipzig (HGB), welches er ebenfalls mit Diplom 2002 beendete. Dort war er von 2005 bis 2007 als Gastprofessor für Medienkunst tätig. Von 2010 bis 2013 absolvierte Mayer erfolgreich ein Promotionsstudium an der Universität der Künste Magdalena Abakanowicz in Posen. Anschließend hatte er 2014 eine Gastprofessur an der Akademie der Kunst in Stettin. Seit 2013 ist er Mitglied der Sächsischen Akademie der Künste in der Klasse Bildende Kunst.
Seit 1990 stellt Mayer seine Werke in zahlreichen nationalen und internationalen Einzel- und Gruppenausstellungen aus, u. a.  in der Galerie Eigen+Art (Leipzig), im Landesmuseum Mainz, im Künstlerhaus Mousonturm (Frankfurt am Main), im Australian Centre for Contemporary Art (Melbourne, Australien), im Haus Rheinland-Pfalz (Dijon, Frankreich), auf der Art Cologne (Köln), im Leopold-Hoesch-Museum (Düren), im Hospitalhof (Stuttgart), im Lindenau-Museum (Altenburg), im Museum der bildenden Künste Leipzig, im Kunstmuseum Den Haag (Niederlande), im Europäischen Zentrum der Künste Hellerau, im Kunstmuseum Kloster Unser Lieben Frauen (Magdeburg), im Essl Museum (Klosterneuburg bei Wien), in der Guardini-Galerie (Berlin), in der Städtischen Galerie Wolfsburg, in der Leipziger Baumwollspinnerei oder im Kunsthaus Erfurt. Sechs Schwarzweißfotografien Mayers sind dauerhaft in der Kunstsammlung des Deutschen Bundestages zu finden.
Mayer lebt und arbeitet in Leipzig.

## Stipendien (Auswahl)
- 1994: Schloss Wiepersdorf
- 1994, 1996: Karl-Schmidt-Rottluff-Stipendium
- 1996, 2015: Deutsche Akademie Rom Villa Massimo
- 1996, 1998: Günther-Peill-Stiftung
- 1997: Stiftung Kunstfonds
- 2004: Kulturstiftung des Freistaates Sachsen
- 2009, 2012: Festival du Court-Métrage de Clermont-Ferrand
- 2010: Konrad-Adenauer Stiftung

## Auszeichnungen (Auswahl)
- 1991: Vordemberge-Gildewart Stiftung
- 1999: Kunst am Bau für den Bundesrat[5]
- 2004: Olympische Kunst und Sport[6]

## Kataloge / Werke (Auswahl)
- Projekt Gullivers Reise, Hrsg.: G + B Arts International. Verlag der Kunst, Dresden 1995, ISBN 978-3-364-00343-6.
  - Band 1: Anthropologische Vexierbilder. [Oder die zerbrochene Symmetrie].
  - Band 2: Haus, Raum. [Heim].
  - Band 3: Pilzsuche. [Oder Phantome auf dem Möbiusband].
- Hausordnung. Hausordnung ist ein "Kunst am Bau"-Projekt von Maix Mayer und KPMG Leipzig (= Trope, die Strategie). Revolver, Archiv für Aktuelle Kunst, Frankfurt am Main 2001, ISBN 978-3-934823-48-8.
- Maix Mayer, Hrsg.: Galerie Eigen+Art. Hatje Cantz, Ostfildern 2008, ISBN 978-3-7757-2128-8.
- Bernd Aschauer (Hrsg.): Umschlag – Hülle – Inhalt. Erweiterung Deutsche Nationalbibliothek in Leipzig. Hatje Cantz, Ostfildern 2011, ISBN 978-3-7757-2763-1.
- Annegret Laabs, Uwe Gellner (Hrsg.): Alphaville-MD. Kunstmuseum Kloster Unser Lieben Frauen, Magdeburg 2011, ISBN 978-3-941057-03-6.
- Die vergessenen Orte der Arbeit, mit Texten von Emilia Thalheim. Mitteldeutscher Verlag, Halle (Saale) 2013, ISBN 978-3-95462-023-4.
- Spuren der Arbeit, hrsg. und mit Texten von Olaf Jacobs. Mitteldeutscher Verlag, Halle (Saale) 2015, ISBN 978-3-95462-478-2.
- Christine Nippe (Hrsg.): Afronautic Tales. Stadt Berlin, Bezirksamt Steglitz-Zehlendorf, Fachbereich Kultur, Berlin 219, ISBN 978-3-9819388-0-7.
- mit Josef Haslinger: Child in Time. Ein literarisches Kinderbuch. Faber & Faber, Leipzig 2019, ISBN 978-3-86730-137-4.
- Bernd Heise (Hrsg.): Barosphere 15-19. Leonhardi-Museum Dresden, Dresden 2019, DNB 1268739049.